# Fürth (Hessen)
Fürth település Németországban, Hessen tartományban. Lakosainak száma 10 886 fő (2023. december 31.).

## Népesség
A település népességének változása:
| Lakosok száma | 10 465 | 10 446 | 10 522 | 10 522 | 10 587 | 10 751 | 10 886 |
|               | 2015   | 2017   | 2018   | 2019   | 2021   | 2022   | 2023   |